# Tuskegee-syfilisonderzoek

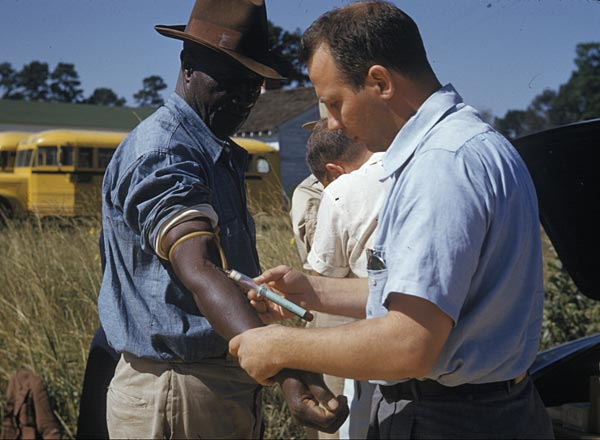
Tuskegee-syfilisonderzoek

Het Tuskegee-syfilisonderzoek was een onethisch onderzoek in Tuskegee en omgeving in de staat Alabama van de Verenigde Staten naar de gevolgen van onbehandelde syfilis. De proefpersonen waren 600 arme, zwarte Amerikanen, die niet op de hoogte waren van het onderzoek, met onder hen 201 gezonde mannen die als controlegroep dienden. De 399 zieke mannen kregen geen geneesmiddelen toen die beschikbaar waren. Het onderzoek liep van 1932 tot 1972, toen de meeste proefpersonen waren overleden. De resultaten en de daaropvolgende hoorzittingen in het Amerikaanse Congres, leidden tot aanpassing van de criteria voor medisch wetenschappelijk onderzoek met mensen. 

## Het onderzoek
Het was een onderzoek van de U.S. Public Health Service, het Amerikaanse ministerie van Volksgezondheid. De mannen waren sharecroppers uit de armste gebieden van Alabama. Het doel van het experiment was vast te stellen wat de gevolgen van syfilis waren voor zwarte mannen. Hen werd niet verteld wat voor ziekte ze onder de leden hadden en hoe ernstig deze was: ze kregen te horen dat ze behandeld werden vanwege 'slecht bloed'. Voor hun medewerking kregen de patiënten een gratis behandeling, gratis maaltijden, gratis vervoer en een begrafenisverzekering (ter waarde van 50 dollar). 
De artsen gaven geen medicijnen om de syfilis te bestrijden, ook niet nadat vanaf 1947 een behandeling met penicilline de standaardbehandeling werd. De patiënten konden daardoor onnodig te maken krijgen (plm. 35%) met de gevolgen van een onbehandelde syfilis: tumoren, hartziekten, verlamming, blindheid, krankzinnigheid en de dood. Begin jaren zeventig kwam de onderzoeksgroep tot de conclusie dat de resultaten van het experiment eigenlijk niet bruikbaar waren. Toen de media over het onderzoek in juli 1972 berichtten (het eerst The Washington Post), werd het stopgezet.
De gevolgen van het experiment:
- 28 mannen stierven direct aan syfilis
- 100 mannen overleden aan de complicaties
- 40 vrouwen kregen ook syfilis
- 19 kinderen hadden bij de geboorte al syfilis

Na dit onderzoek werden proefpersonen van medische onderzoeken in Amerika beter beschermd door onder meer de National Research Act en de National Commission for the Protection of Human Subjects of Biomedical and Behavioral Research, met speciale aandacht voor etnische minderheden en kwetsbare groepen. 
Op 16 mei 1997 bood president Bill Clinton aan acht mannen die het experiment hadden overleefd excuses aan. Hij zei: "De regering van Amerika deed iets, dat fout - heel erg, fundamenteel - moreel fout was". Het was racistisch, aldus de president.